# Löwenstadt
Löwenstadt bezeichnet eine erfolglose Stadtgründung Heinrichs des Löwen als Gegengründung zu Lübeck im Jahre 1158.
Die Gelegenheit für eine Gegengründung schien günstig, da die Fernhändler Lübecks schon einige Jahre unter dem Handelsverbot Heinrichs des Löwen gelitten hatten und zudem im Herbst 1157 ein Stadtbrand in Lübeck beträchtliche Schäden angerichtet hatte.
Nachdem der braunschweigische Herzog Heinrich seinen Lehnsmann, den Grafen Adolf II. von Holstein, zunächst vergeblich bedrängt hatte, ihm die erfolgreiche Stadtgründung Lübeck zu überlassen, griff Heinrich 1158 zum Mittel einer Gegengründung oberhalb Lübecks, an einem bis heute nicht genau lokalisierten Platz am Ostufer der Wakenitz, eines Nebenflusses der Trave. Heinrich ließ auf dem Territorium des Grafen von Ratzeburg, Heinrich von Badewide, eine neue Stadt gründen und gab ihr zum Zeichen seiner Macht den Namen „Löwenstadt“.
Trotz der Übersiedlungsbereitschaft der Lübecker scheiterte die Neugründung Löwenstadt jedoch. Die Wakenitz erwies sich ungeeignet für größere seegängige Schiffe. Daher konnte die neue Stadt die vorgesehene Hafen- und Fernhandelsfunktion nicht übernehmen und Heinrich verfolgte sein Vorhaben unter anderem deshalb nicht weiter, weil es ihm noch im selben Jahr gelang, Adolf II. zur Überlassung Lübecks zu bewegen, vermutlich gegen Zahlung einer beträchtlichen Summe, die von den Lübecker Fernhändlern aufgebracht wurde.

## Schilderung in der Chronica Slavorum
Die damaligen Ereignisse werden von dem Chronisten Helmold von Bosau in seiner „Chronica Slavorum“ (Slawenchronik) wie folgt beschrieben:
De edificatione Lewenstat. Capitulum LXXXVI

In diebus illis Lubicensis civitas consumpta est incendio […] Tunc edificavit dux civitatem novam super flumem Wochenice non longe a Lubeke in terra Racesburg cepitque edificare et communire. Et appelavit civitatem de suo nomine Lewenstad, quod dicitur Leonis civitas. …
86. Über die Erbauung der Löwenstadt

Um jene Zeit wurde die Stadt Lübeck von einer Feuersbrunst verzehrt […] Da errichtete der Herzog eine neue Stadt jenseits der Wakenitz, nicht weit von Lübeck, im Lande Ratzeburg, und begann zu bauen und zu befestigen. Und er nannte sie nach seinem Namen „Löwenstadt“, also Stadt des Löwen. …

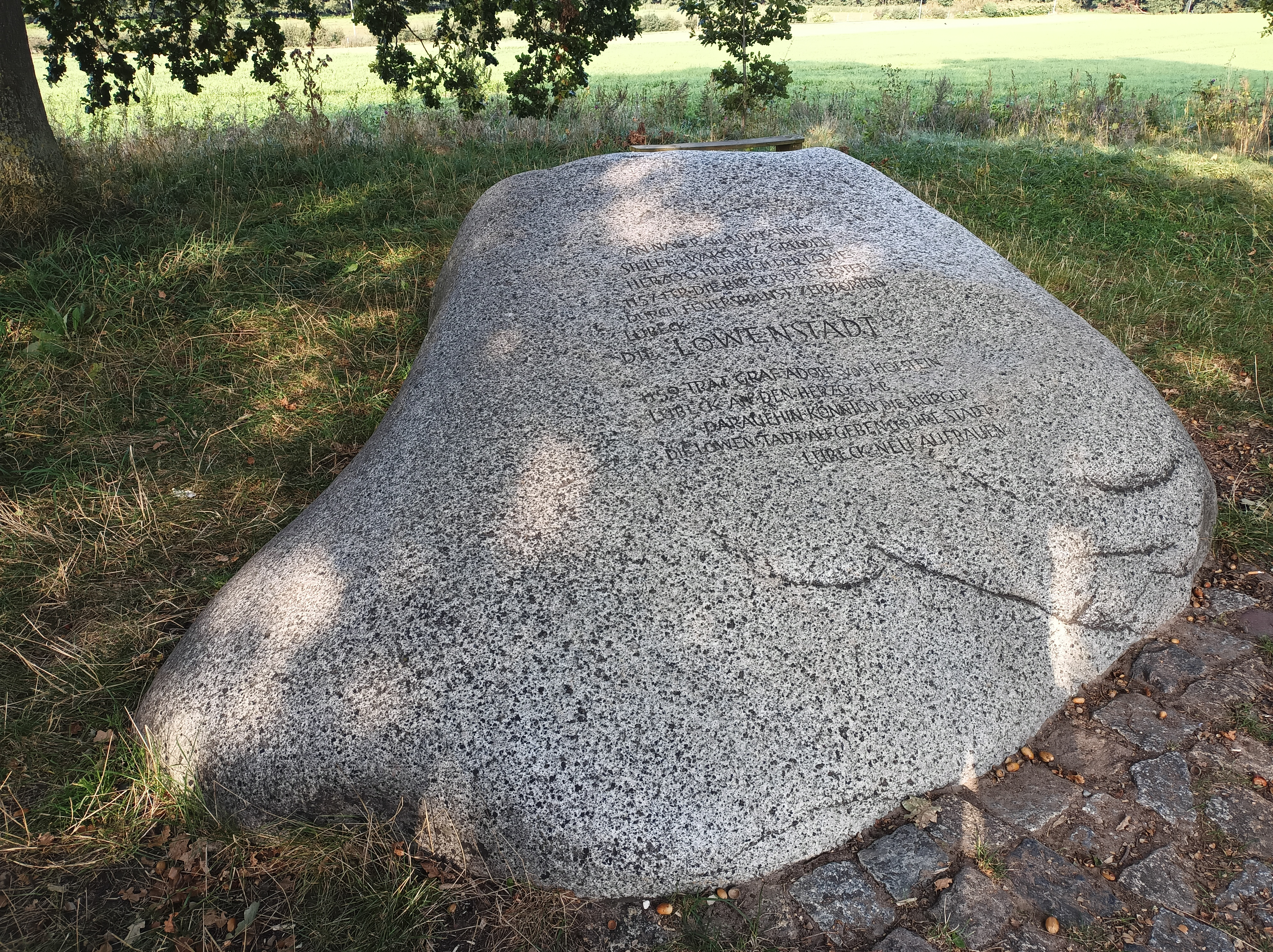
Gedenkstein als Erinnerung

(zitiert nach Heinz Stoob, a. a. O, S. 302 f.)